# Luc Ferry
Luc Ferry (3 de gener del 1951, Colombes al departament de Hauts-de-Seine) és un filòsof, investigador, intel·lectual, assagista, publicista i polític. Tot i que ha desenvolupat la seva trajectòria professional especialment com a filòsof, ha sabut fer àmpliament compatible el seu tarannà teòric amb una destacada intervenció en el món de la política, de la docència i del periodisme.

## Biografia
Format a França i Alemanya, és agregat de filosofia i de ciències polítiques, doctor d'Estat de ciències polítiques. Fou investigador del Centre Nacional de la Recerca Científica (CNRS), encarregat de curs a l'Escola Normal superior i professor a l'Institut d'Estudis Polítics de Lió, a la Universitat de Caen, París I Panthéon-Sorbonne i París X Nanterre.
Antic membre de la Fundació Saint-Simon, després de ser president del Consell nacional de programes del Ministeri d'Educació entre 1993 i 2002, fou membre del primer i del segon governs de Jean-Pierre Raffarin, ocupant la cartera ministerial de la Joventut, d'Educació nacional i d'Investigació durant el bienni 2002-2004.
Durant el seu mandat llançà una reforma de l'educació i s'encarregà de la posada en marxa de la llei, que en aplicació del principi de la laïcitat, prohibia a les escoles, col·legis o liceus públics francesos el port de signes o d'indumentària pels quals els alumnes manifestessin ostensiblement la pertinença a una determinada confessió religiosa.
En la Carta a tots els qui estimen l'escola (2003) resumí les seves propostes de reforma en deu punts crucials:
- Prevenir i combatre l'analfabetisme;
- Revaloritzar la via professional i repensar, des de l'escola, l'articulació entre l'ensenyament general i professional;
- Combatre el fracàs a nivell dels primers cicles universitaris;
- Lluitar contra l'incivisme i la violència al costat dels docents;
- Tractar de compensar millor el desavantatge;
- Afavorir el compromís dels joves.
- Millorar la formació dels docents;
- Afavorir la mobilitat dels estudiants i el reconeixement dels diplomes a tot Europa i oferir més autonomia a les universitats;
- Aturar la crisi de les vocacions científiques i revaloritzar el lloc de la ciència dins la societat;
- Acomplir la descentralització, permetre als centres més autonomia de gestió i fomentar l'establiment de nivells de qualitat.

Després de la seva renúncia ministerial de març de 2004 esdevingué president delegat del Consell d'Anàlisi de la Societat, que depèn del Primer Ministre i la finalitat del qual és "aclarir les eleccions polítiques del govern mitjançant l'anàlisi i la confrontació de punts de vista, quan les decisions que s'han de prendre presenten dilemes lligats amb fets socials".
El 2006 el president de la Unió per un Moviment Popular (UMP) Nicolas Sarkozy li confià una missió de reflexió sobre la regulació del matrimoni homosexual i de l'homoparentalitat, encàrrec que finalment no arribarà a bon port. Des de juliol del 2007 és membre del Comitè de reflexió i de proposició sobre la modernització i el reequilibri de les institucions de la Cinquena República Francesa, creat pel president Nicolas Sarkozy, que estudia la reforma de la Constitució i que farà totes les recomanacions que estimi útils.
Com a periodista ha col·laborat assíduament amb diversos setmanaris i publicacions entre els quals es compten L'Express, l'Événement du Jeudi, le Point i Challenges.

## Pensament
Sovint la seva obra s'associa amb el moviment dels "nous filòsofs", que als anys setanta trencaren amb el pensament d'esquerres que havia presidit d'una manera aclaparadora el món intel·lectual francès. Un dels exponents més destacats de l'humanisme secular, Luc Ferry és autor d'una original reflexió filosòfica, en gran part centrada en la defensa dels valors nuclears de la tradició política francesa i la crítica dels moviments radicals. Així, se separa del marxisme, rebutja el llegat del pensament del 1968, critica el post-estructuralisme i reafirma el republicanisme i la laïcitat enfront de l'auge del comunitarisme i del relativisme.
És autor de més d'una quinzena de llibres, alguns d'ells en col·laboració amb Alain Renaut, traduïts a diverses llengües.

## Obra
- Filosofia política, en tres volums (1984)
- El pensament del 68. Assaig sobre l'antihumanisme contemporani (1985)
- 68-86, Itineraris de l'individu (1987)
- Heidegger i els moderns (1988)
- Homo Aestheticus. La invenció del gust en l'era democràtica (1990)
- El nou ordre ecològic, l'arbre, l'animal i l'home, Premi Médicis d'assaig i premi Jean-Jacques Rousseau (1992)
- L'home-Déu o el sentit de la vida, premi dels Drets de l'home (1996)
- El seny dels moderns. Deu qüestions pel nostre temps (1998)
- Què és l'home? (2000)
- Què és una vida reeixida? (2002)
- Carta a tots els qui estimen l'escola (2003)
- La religiositat després de la religió, en col·laboració amb Marcel Gauchet (2004)
- Com es pot ser ministre? Assaig sobre la governabilitat de les democràcies (2005)
- Aprendre a viure (2006)
- Família i amor: Un al·legat a favor de la vida privada (2007)